# São Mateus (Madalena)
São Mateus ist eine portugiesische Gemeinde (Freguesia) im Kreis (Concelho) von Madalena, auf der Azoren-Insel Pico. In der Gemeinde leben 675 Einwohner (Stand 19. April 2021).

## Geschichte
São Mateus wurde 1482 gegründet und ist damit die drittälteste Ortschaft auf der Insel Pico. Der Walfang und die Weiterverarbeitung war bis zur Einstellung der Waljagd 1984 ein bedeutender Wirtschaftszweig in der Gemeinde.

## Verwaltung
São Mateus ist Sitz einer gleichnamigen Gemeinde (Freguesia). Folgende Ortschaften liegen in der Gemeinde:
- Areeiro
- Bagaço
- Canada Nova
- Ginjeira
- Grotas
- Grotas de Cima
- Mata
- Paço
- Ponta da Calheta
- Porto Novo
- Porto de São Mateus
- Pontinha
- Relvas

## Söhne und Töchter der Gemeinde
- Arquimínio Rodrigues da Costa (1924–2016), Altbischof von Macau